# Liste der denkmalgeschützten Objekte in Zurndorf
Die Liste der denkmalgeschützten Objekte in Zurndorf enthält die 7 denkmalgeschützten, unbeweglichen Objekte der Gemeinde Zurndorf im Burgenland (Bezirk Neusiedl am See).

## Denkmäler
| Foto  |                 | Denkmal                                                                  | Standort                                       | Beschreibung | Metadaten |
| ----- | --------------- | ------------------------------------------------------------------------ | ---------------------------------------------- | --- | --- |
| ja    | Datei hochladen | Ehemalige evangelische Schule HERIS-ID: 10079 Objekt-ID: 6131            | Alte Straße 9 Standort KG: Zurndorf            | Die ehemalige Schule ist eine um einen Innenhof errichtete dreiflügelige ebenerdige Anlage, die größtenteils im Originalzustand erhalten ist. Die Anlage besteht aus dem Schul- und Wirtschaftstrakt sowie der Querscheune. Das Gebäude wurde um 1647 errichtet und im 19. Jahrhundert erweitert. | BDA-Hist.: Q38056886 Status: Bescheid Stand der BDA-Liste: 2025-06-30 Name: Ehem. evang. Schule GstNr.: 486                                                   |
| ja    | Datei hochladen | Ehemalige Mühle HERIS-ID: 10076 Objekt-ID: 6128                          | Mühlgasse 40 Standort KG: Zurndorf             | Die ehemalige Mühle war Bestandsmühle der Herrschaft Ungarisch-Altenburg. Sie wurde 1773 errichtet und ein Jahr später in Betrieb genommen. Es handelt sich um einen großen Gebäudekomplex außerhalb des Ortes. Die Gebäude umschließen an drei Seiten einen Innenhof. Teile der Anlage sind spätbarock. | BDA-Hist.: Q38056768 Status: Bescheid Stand der BDA-Liste: 2025-06-30 Name: Ehemalige Mühle GstNr.: 1864 Ehem Mühle (Zurndorf)                                |
| ja    | Datei hochladen | Ehemaliges Konventhaus HERIS-ID: 10078 Objekt-ID: 6130                   | Obere Hauptstraße 4 Standort KG: Zurndorf      | Das Gebäude ist ein markanter dreigeschoßiger Bau, der die umliegende Bebauung überragt. Das Gebäude wurde 1713 als Herrschaftshaus errichtet. Das Gebäude ist eine dreiflügelige Anlage, das aus einem Straßentrakt und zwei kurzen orthogonal anschließenden Hoftrakten besteht. Der Haupttrakt liegt unter einem steilen Satteldach. | BDA-Hist.: Q38056845 Status: Bescheid Stand der BDA-Liste: 2025-06-30 Name: Ehemaliges Konventhaus GstNr.: 62/28, 62/1                                        |
| ja    | Datei hochladen | Ortskapelle hl. Michael HERIS-ID: 10080 Objekt-ID: 6132                  | bei Obere Hauptstraße 16 Standort KG: Zurndorf | Da die Pfarrkirche außerhalb des Ortes lag, wurde 1737 bis 1739 neben dem Pfarrhof eine Ortskapelle errichtet. Die Kirche ist ein nach Norden orientierter Saalbau mit einem axial vorgestellten, den Bau dominierenden Kirchturm. Der Rechteckchor ist eingezogen. | BDA-Hist.: Q38056918 Status: § 2a Stand der BDA-Liste: 2025-06-30 Name: Ortskapelle hl. Michael GstNr.: 53 Saint Michael Chapel (Zurndorf)                    |
| ja    | Datei hochladen | Immaculata-/ Pestsäule HERIS-ID: 10077 Objekt-ID: 6129                   | bei Obere Hauptstraße 16 Standort KG: Zurndorf | Die Immaculatasäule steht vor der Turmfassade der Ortskapelle und stammt aus dem zweiten Viertel des 18. Jahrhunderts. Über einem quadratischen Postament steht ein reich profilierter und geschweifter Sockel. Das Frontrelief zeigt die heilige Rosalia. Über den seitlichen Voluten waren früher Steinfiguren der Heiligen Rochus und Sebastian, die heute nicht mehr vorhanden sind. Über dem Sockel ist eine hohe, korinthische Säule, die sich nach oben hin verjüngt. Darauf steht eine geschlämmte Steinfigur einer sich bewegenden Maria Immaculata. 1983 erfolgte eine Restaurierung. | BDA-Hist.: Q38056809 Status: § 2a Stand der BDA-Liste: 2025-06-30 Name: Immaculata-/ Pestsäule GstNr.: 146/1 Maria Immaculata (Zurndorf)                      |
| ja BW | Datei hochladen | Evangelische Pfarrkirche A.B. HERIS-ID: 10081 Objekt-ID: 6133            | bei Obere Hauptstraße 30 Standort KG: Zurndorf | Die Kirche wurde in den Jahren 1782 bis 1783 errichtet. 1841 wurde der Kirchturm aufgesetzt. Das Langhaus ist hoch, glattverputzt und unter einem Satteldach. Der Turm ist in drei Zonen gegliedert und steht über einem quadratischen Grundriss. | BDA-Hist.: Q29947693 Status: § 2a Stand der BDA-Liste: 2025-06-30 Name: Evang. Pfarrkirche A.B. GstNr.: 45 Evangelische Pfarrkirche Zurndorf                  |
| ja    | Datei hochladen | Kath. Pfarrkirche hll. Petrus und Paulus HERIS-ID: 10082 Objekt-ID: 6134 | Standort KG: Zurndorf                          | Die Pfarrkirche steht im Nordwesten des Ortes in erhöhter Lage. Der Sakralbau ist ein Saalbau im romanisch-frühgotischen Übergangsstil aus dem zweiten Drittel des 13. Jahrhunderts. Im Barock erfolgten Veränderungen. Der Kirchturm wurde im 17. Jahrhundert gebaut, der Rechteckchor ist langgestreckt. | BDA-Hist.: Q26213150 Status: § 2a Stand der BDA-Liste: 2025-06-30 Name: Kath. Pfarrkirche hll. Petrus und Paulus GstNr.: 440 Katholische Pfarrkirche Zurndorf |